# Société hydroélectrique du Midi
La Société hydroélectrique du Midi (SHEM) est une entreprise française productrice d'électricité, filiale d'Engie. Son siège est à Toulouse.

## Histoire

### 1929-2003: une production électrique au service du ferroviaire
Héritière de la Compagnie des chemins de fer du Midi, de la Compagnie du Paris-Orléans et des Voies et chemins de fer basques, créée en 1929, elle exploite 56 centrales hydroélectriques situées dans les Pyrénées, dans le Massif central et sur le Lot, soit une  puissance installée de 783 MW. La SHEM fournissait à la SNCF une part notable de sa consommation en courant de traction .

### Depuis 2003: un producteur d'énergie renouvelable sous l'égide d'Electrabel
Un accord de partenariat a été conclu en novembre 2003 entre la SNCF et Electrabel, compagnie d'électricité belge appartenant au groupe Suez. Il prévoyait d'une part la commercialisation de la production de la SHEM par Electrabel pour une durée de cinq ans à compter du 1er mai 2003, et d'autre part une option de vente portant sur 80 % du capital.
En 2005, le groupe SNCF a cédé 40 % du capital de la SHEM.
Depuis janvier 2007, la SHEM est devenue partie intégrante d'Electrabel qui détient alors 99,6 % de son capital. Cet accord a permis à Electrabel France de disposer d'une base industrielle dans le marché français de l'électricité à partir d'énergie hydroélectrique comme avec la Compagnie nationale du Rhône (CNR).
Lors d'une rencontre en avril 2007 avec le personnel de la SHEM, le PDG de Suez, Gérard Mestrallet a qualifié la SHEM de « superbe entreprise, unique par son histoire » : « Notre volonté est que la SHEM puisse se développer en toute sérénité. Nous avons de l'ambition pour la SHEM. Le groupe Suez est là pour l'aider ».
Depuis la fusion de Suez avec GDF pour devenir GDF Suez en juillet 2008, la SHEM a rejoint les filiales de la Branche Énergie France (BEF) pour devenir avec la CNR, le pôle d'expertise de l'hydroélectricité du groupe qui participe directement à son mix énergétique.
2018 : un nouveau directeur général prend ses fonctions, Cyrille Delprat.
En 2019 la SHEM envisage 6 millions d'euros d'investissements.

L'usine hydroélectrique de Marèges
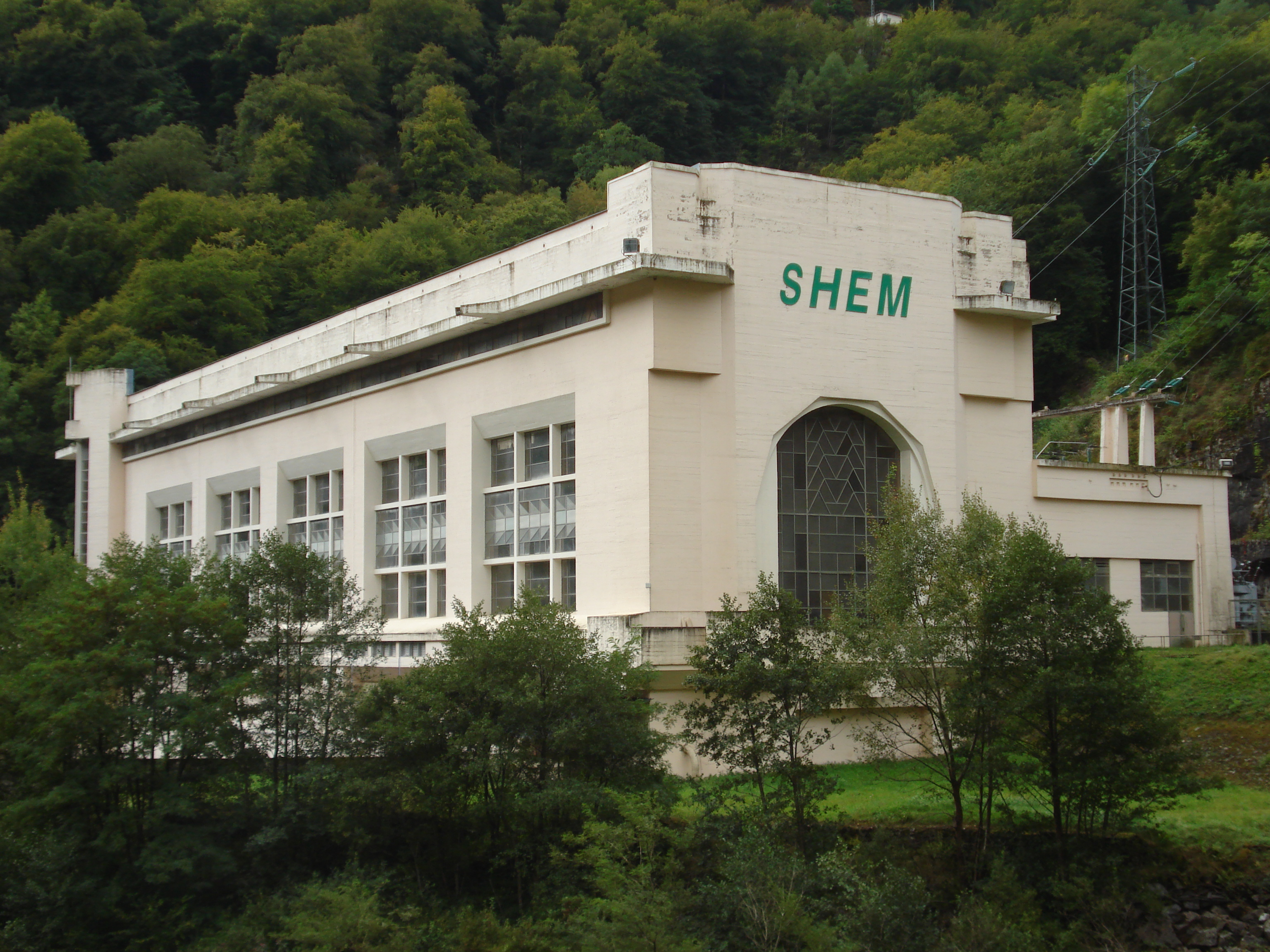
Le bâtiment de l'usine.
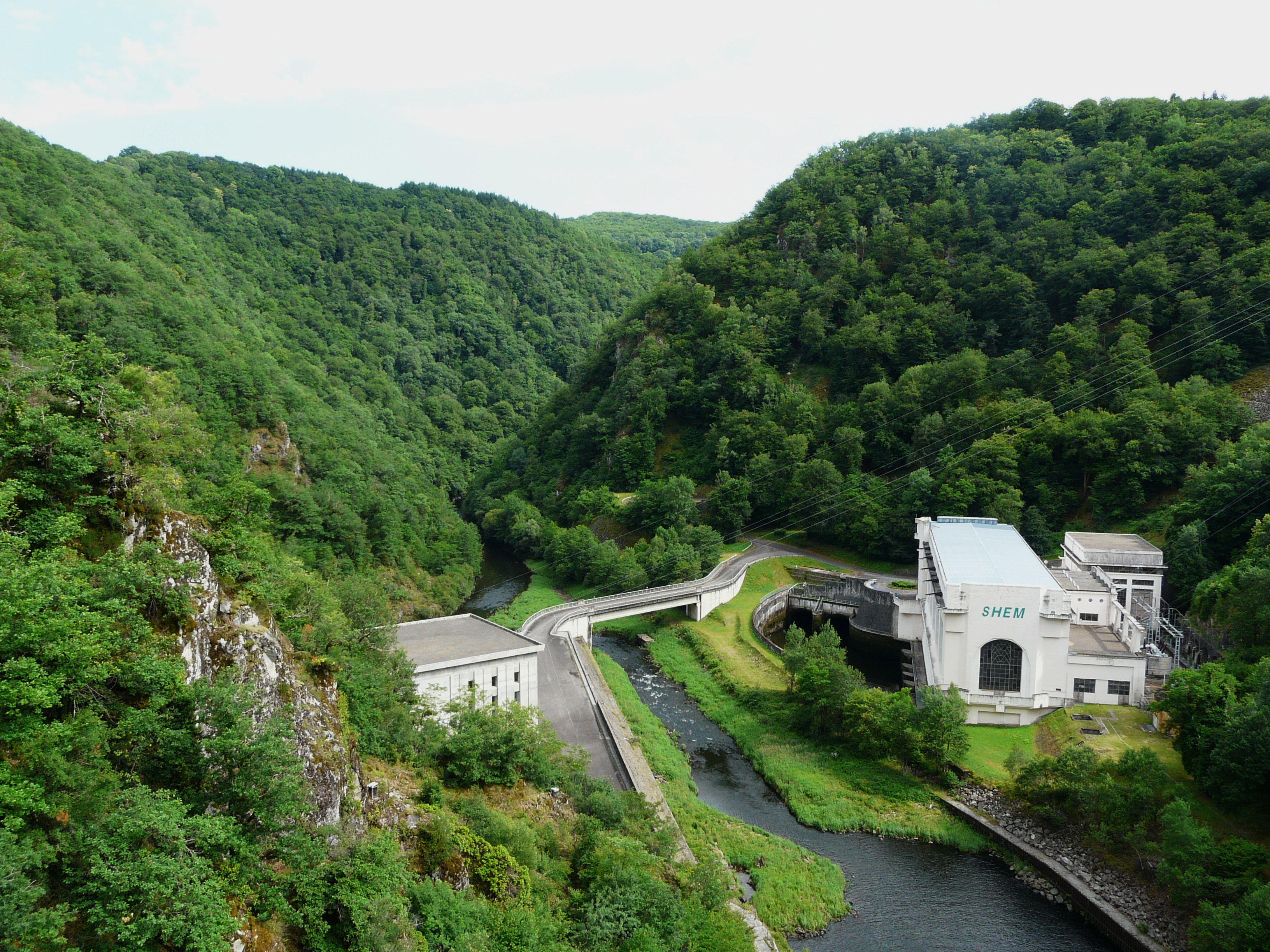
L'usine en contrebas du barrage de Marèges.

## La SHEM aujourd'hui
La SHEM produit, non pas comme la plupart des sociétés de production électrique une électricité de volume ou de masse mais de l'électricité de pointe ou d'appoint. C’est-à-dire qu'elle produit à la demande grâce aux réservoirs constitués par ses barrages, une électricité livrée presque immédiatement sur réseau donc à un prix bien plus élevé que la moyenne, car livrée quand la demande est forte (logique du prix marginal).
La SHEM permet alors d'équilibrer le réseau en cas de hausse immédiate de la demande d'énergie électrique (baisse des températures, avarie sur autre site de production etc.).
Ce profil de producteur d'énergie renouvelable permet d'améliorer celui de GDF Suez en France au regard  du protocole de Kyoto qui impose des contraintes en matière d'émissions de CO2 pour tous les électriciens européens.

### 11 sites de production dans les Pyrénées, le Massif Central et sur le Lot
Dans le Grand Sud-Ouest français, la SHEM dispose d'un outil de production hydroélectriques de 56 usines et de 12 grands barrages situés dans la chaîne des Pyrénées (Pyrénées-Atlantiques, Hautes-Pyrénées, Pyrénées-Orientales), le Massif central (Aveyron, Cantal, Corrèze, Tarn, Tarn-et-Garonne) et la vallée du Lot.
Ils sont répartis en 11 sites (neuf dans les Pyrénées et deux dans le Massif central) et coordonnés en neuf groupements (dont sept dans les Pyrénées et deux dans le Lot et Massif central.

### Les certifications de la SHEM
La SHEM a obtenu le label Lucie en 2012, label qui récompense les démarches en matière de RSE (Responsabilité sociétale des entreprises).
La SHEM confirme sa volonté de présenter les garanties environnementales attendues de ses parties prenantes et d'excellence opérationnelle avec des projets innovants. Les groupements d'usines de la SHEM sont aujourd'hui certifiés ISO 14001 (management environnemental).
La SHEM est également certifiée OHSAS 18001 (management de la sécurité et de la santé au travail).
L'énergie produite par la SHEM est certifiée TüV (énergie renouvelable).

## Perspectives
La SHEM fait face aux problématiques de renouvellement de la concession des ouvrages hydroélectriques. Par ailleurs, elle doit se mettre en conformité avec les contraintes imposées par la nouvelle loi sur l'eau (débits réservés, continuité écologique).
Il faut en effet constater le contraste écologique (faune et flore) entre la haute vallée du Louron, au dessus de Loudenvielle, barrage de Caillaouas, où la quasi totalité de l'eau est canalisée pour la production hydroélectrique, et la vallée d'Oo adjacente gérée par EDF de façon raisonnée (voir l'historique).

## Historique du logo

Ancien logo
Logo actuel